# شونگالو (لوئیزیانا)
شونگالو (به انگلیسی: Shongaloo) شهری در ایالت لوئیزیانا کشور ایالات متحده آمریکا است که جمعیت آن در سرشماری سال ۲۰۱۰ میلادی، ۱۸۲ نفر بوده‌است.